# Teo García
Teo García (nacido como Teodulo Garcia Maya, el 19 de noviembre de 1971 en Granada) es un actor, coreógrafo y artista marcial español. Especialista de varias artes marciales y conocido por ser el protagonista principal Max de la película Xtremo. 

## Biografía
Teo García nació el 19 de noviembre de 1971 en la ciudad española de Granada. A pesar de sus raíces andaluzas, el especialista en artes marciales y polifacético actor, escritor y coreógrafo pasó su infancia en la localidad catalana de Mataró. 
Desarrolló su formación en las artes marciales en Japón, donde recibió las enseñanzas del maestro ninja Masaaki Hatsumi. Teo había practicado esta modalidad desde muy pequeño, pero con tan solo 15 años ya recibió su cinturón negro primer Dan de Ninjutsu. A los 17 años logró ser la persona más joven del mundo en conseguir el quinto dan, y tan solo un año después, presentó su Dojo. También entrenó diferentes especialidades como el Muay Thai, Bujutsu, Combate cuerpo a cuerpo, etc.
Junto a su formación en las artes marciales, Teo se dedicó al combate con armas y camuflajes e incluso fue instructor de defensa personal. Antes de su primer contacto con el mundo de la gran pantalla, dedicó sus años de juventud a servir en el grupo militar de operaciones especiales del Ejército Español, en Grupo de Operaciones Especiales  . 
En 2006 Teo García tuvo sus primeros contactos con el mundo del cine desempeñando el papel de coreógrafo y especialistas en escenas de riesgo. Asimismo, actuó y escribió Mal día para fumar (2018).
En 2021, sorprende al mundo con la película Xtremo, proyecto en el que llevaba trabajando desde 2006. En 2021, este film pudo salir a la luz en la plataforma Netflix, hecho que lo catapultó hacia la fama.
Teo García interpreta el papel protagonista de Máximo. Esta película se lleva gestando en su mente desde hace más de 15 años, ya que en 2004 presentó una versión teaser de esta en el festival de Sitges. Finalmente, después de muchos “no” como respuesta, el productor Vicente Canales confió en este proyecto y gracias a él, Xtremo llegó a la famosa plataforma de Netflix.

## Filmografía
- Seiken, dirigida por Manuel Carballo y Teo García (2018)
- Mal día para fumar, dirigida por Teo García y Genaro Rodríguez (2018)
- Xtremo, dirigida por Daniel Benmayor (2021)